# Високоміцний чавун
Високоміцни́й чаву́н — чавун з кулястим графітом, який утворюється в литій структурі в процесі кристалізації. Високоміцний чавун крім заліза містить: 3,2…3,6 % C, 1,6…2,9 % Si, 0,3…0,7 % Mn, < 0,02 % S і 0,1 % P.
Чавуни з кулястим графітом мають кращі механічні властивості, які не поступаються властивостям ливарній вуглецевій сталі, зберігаючи при цьому добрі ливарні властивості й оброблюваність різанням, здатність гасити вібрації, високу зносостійкість.

## Отримання
Кулястий графіт, що має мінімальну поверхню при даному об'ємі, значно менше послаблює металеву основу, ніж пластинчастий графіт в сірих чавунах, і не є активним концентратором напружень. Такий високоміцний чавун з кулястою, або глобулярною формою графіту отримується при введенні в рідкий метал магнію (0,03…0,07 %) або введенням магнієвих лігатур з нікелем чи феросиліцію.
Для підвищення механічних властивостей (пластичність і в'язкість) і зняття внутрішніх напружень, виливки із ковкого чавуну піддають термічній обробці (відпалу, нормалізації, гартуванню та відпуску).

## Маркування
Високоміцні чавуни — чавуни, у яких вуглець значною мірою або цілком знаходиться у вільному стані в компактній формі, що нагадує кульки (кулястий графіт) та випускаються наступних марок:
- на феритній основі — ВЧ 35 (ВЧ — високоміцний чавун з границею міцності на розрив 350 МПа), ВЧ 40, ВЧ 45. Основні механічні характеристики: σ0,2 = 220…310 МПа, δ = 10…22 %, твердість за шкалою Брінелля 140…225 HB;
- на перлітній основі — ВЧ 50, ВЧ 60, ВЧ 70, ВЧ 80, ВЧ100. Основні механічні характеристики: σ0,2 = 370…700 МПа, δ = 2…7 %, твердість за шкалою Брінелля 153…360 HB.

## Використання
З високоміцних чавунів виготовляють поршневі кільця, гільзи, шестерні, деталі двигунів, компресорів, виливниці, прокатні валки, труби тощо. Їх використовують замість сталі, сірого і ковкого чавунів та деяких кольорових сплавів.